# Moka
境萌花（日语：／ Sakai Moka，2004年10月8日—），日本女歌手，藝名Moka（韓語：모카），2023年，參加選秀節目《R U Next?》，最終以排名第五的成绩成為女子音樂團體ILLIT一員，並於2024年3月25日透過迷你專輯《Super Real Me》正式出道。

## 演藝生涯

### 出道前
Moka出生於日本福岡縣北九州市，為了參加選秀節目《R U Next?》，轉至BELIFT LAB。練習生時長3年。

### 《R U Next?》時期
2023年，參加JTBC與BELIFT LAB合辦的選秀節目《R U Next?》。9月1日，以最終排名第五成為ILLIT一員。

### ILLIT時期
2024年3月25日，發行首張迷你專輯《Super Real Me》，正式以ILLIT成員出道。8月18日，擔任《人氣歌謠》的特別MC。10月2日，和Minju出席首爾《Burberry Art Space》開幕活動。2025年2月10日，與Iroha擔任日本《ラロッシュポゼ》UV形象大使。

## 影視作品

### 節目主持
| 日期          | 頻道/平台 | 節目名稱 | 來源  | 備註   |
| ------------- | --------- | -------- | ----- | ------ |
| 2024年8月18日 | SBS       | 人氣歌謠 | [ 5 ] | 特別MC |

## 外部連結
- ILLIT的X（前Twitter）（成員）